# Leon Britton
Leon James Britton (* 29. November 1982 in Merton, London) ist ein englischer Fußballspieler, der bei dem walisischen Fußballverein Swansea City angestellt ist. Er ist einer von nur wenigen Spielern, die mit einem Verein in allen vier professionellen englischen Fußballligen gespielt haben.

## Karriere
Britton wurde mit neun Jahren in die Jugendakademie des FC Arsenal aufgenommen. 1998 wurde er für 400.000 Pfund Sterling zu West Ham United transferiert. Es war bis zu diesem Zeitpunkt die höchste Ablösesumme, die je für einen 16-jährigen Spieler bezahlt wurde. Er konnte sich jedoch nicht bei West Ham durchsetzen. 2002 wurde er an Swansea City verliehen. Nachdem er dort zu überzeugen wusste, wurde er ab 2003 fest verpflichtet. In seiner ersten Zeit bei Swansea zeigte Britton durchweg starke Leistungen. So wurde er in den Spielzeiten 2002/03 und 2005/06 von den Fans zum „Spieler des Jahres“ gewählt. Mit Swansea schaffte er zudem den Aufstieg aus der vierten in die zweite Spielklasse. 2010 lief Brittons Vertrag bei Swansea City aus. Er entschied sich gegen eine Vertragsverlängerung und wechselte stattdessen ablösefrei zu Sheffield United. Er spielte jedoch, auch aufgrund der schwierigen Verhältnisse im Klub selbst, nur 24 mal für Sheffield und wechselte im Januar 2011 zurück zu Swansea. Über die Ablösesumme wurde ein Stillschweigen vereinbart. Am Ende der Saison 2011/12 stieg er mit den „Schwänen“ in die Premier League auf. Am 30. März 2012 verlängerte Britton seinen Vertrag bei Swansea bis zum Jahr 2015.

## Weltbester Passspieler
Am 17. Januar 2012 wurde gemeldet, dass Leon Britton der beste Passspieler der Welt war, mit einer Quote von 93,3 % angekommener Pässe in der laufenden Saison. Damit schlug er auch Fußballgrößen wie den Spanier Xavi.